# یدالله شریفی‌راد
یدالله شریفی‌راد (زاده ۴ فروردین ۱۳۲۵ در طالقان) خلبان جنگنده، دیپلمات و زندانی سیاسی ایرانی است. او که خلبان جنگندهٔ اف-۵ بود به عنوان یکی از اعضای تیم آکروجت تاج طلایی و همچنین خلبان تک‌خال در جنگ ایران و عراق شناخته می‌شود. شریفی‌راد پس از دوران خلبانی به عنوان دیپلمات در پاکستان فعالیت کرد و مدتی بعد با اتهام جاسوسی دستگیر و زندانی شد. او ابتدا به اعدام محکوم شد اما مدتی بعد تبرئه شد و به کانادا مهاجرت کرد.
او به دلیل نبردهای هوایی موفق خود در جنگ ایران و عراق به عنوان یکی از موفق‌ترین خلبان‌های جنگندهٔ اف-۵ شناخته می‌شود.

## نبردهای هوایی
وی دارای ۵ پیروزی در نبرهای هوایی است که ۳ مورد از آن‌ها قابل استناد و ۲ مورد دیگر پیروزی احتمالی است.
این پیروزی‌ها عبارتند از:
- یک فروند سوخو-۲۲ عراقی در تاریخ ۲۹ مهر ۱۳۵۹ حین تعقیب و گریز به زمین برخورد کرده و نابود شد. (مورد تایید منابع غربی)
- یک فروند میگ-۲۱ عراقی در تاریخ ۳۰ آبان ۱۳۵۹ به وسیلهٔ مانور
- یک فروند میگ-۲۱ عراقی در تاریخ ۳ آذر ۱۳۵۹ به وسیلهٔ مسلسل ۲۰ میلیمتری
- یک فروند میگ-۲۱ عراقی در تاریخ ۲۵ آذر ۱۳۵۹ به وسیلهٔ مسلسل ۲۰ میلیمتری (احتمالی)
- یک فروند میگ-۲۱ عراقی در تاریخ ۲۵ آذر ۱۳۵۹ به وسیلهٔ مانور(احتمالی)

شریفی‌راد در یکی از ماموریت‌هایش پس از این که به یک نیروگاه در خاک عراق حمله کرد، با حمله سه جت عراقی مواجه شد که توانست یکی از آن‌ها را سرنگون کند و در حالی که در تعقیب دومی بود، خودش از پشت مورد اصابت قرار گرفت. او پس از صدمه، خروج اضطراری کرده و از هواپیما بیرون پرید. پس از فرود مبارزان کُرد به او پناه داده و او را به خاک ایران فرستادند. در ایران یک فیلم به نام عقاب‌ها از ماجرای نجات او به وسیلهٔ کردهای عراق ساخته شد.

## زندان و مهاجرت
شریفی‌راد از سال ۱۳۶۳ تا سال ۱۳۶۶ به عنوان دیپلمات در پاکستان مشغول به کار بود. در سال ۱۳۶۶ از سوی دولت ایران با اتهام جاسوسی برای آمریکا دستگیر و زندانی شد. او به دلیل این محکومیت تا پای اعدام رفت، ولی پس از یک سال تبرئه شده و از زندان آزاد شد. پس از این دوره او به کانادا مهاجرت کرد.

کتاب یدالله شریفی‌راد به زبان ایتالیایی ۲۰۱۳

شریفی‌راد کتاب زندگی‌نامهی خود را با نام پرواز یک میهن‌پرست (به انگلیسی: Flight of a Patriot) در کانادا نوشت که در آن زندگی خود را از زمان جوانی تا جنگ ایران و عراق و بازداشت و شکنجه و مهاجرت به کانادا روایت کرده است. این کتاب به زبان انگلیسی بوده ولی به زبان‌های دیگر نیز ترجمه شده است.

پوستر فیلم عقاب‌ها (۱۳۶۳)

## آثار هنری
در سال ۱۳۶۳ فیلم عقاب‌ها به کارگردانی ساموئل خاچیکیان دربارهٔ ماجرای نجات شریفی‌راد به وسیلهٔ کردهای عراق ساخته شد. عقاب‌ها در مجموع بین سال‌های ۱۳۶۴ تا ۱۳۸۵ در سینماهای ایران اکران شد و با ۲۱ سال اکران، رکورد طولانی‌ترین اکران سینمای ایران را دارد و به‌عتوان پرمخاطب‌ترین فیلم تاریخ سینمای ایران شناخته می‌شود.